# Lila Eule

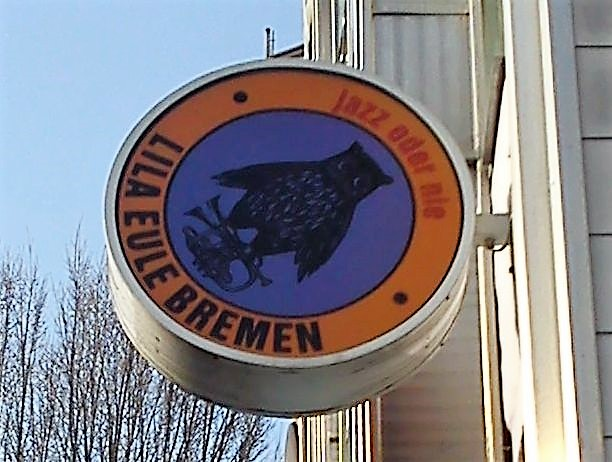
Heutiges Firmenschild über dem Eingang

Die Lila Eule ist eine Keller-Diskothek in der Bernhardstraße 10 im Bremer Viertel.

## Geschichte
Das ursprüngliche Jazz-Lokal Lila Eule wurde am 27. Dezember 1959 im Haus Langenstraße 27 in der Bremer Altstadt eröffnet. Zunächst spielten dort Musiker des Traditional Jazz wie Ken Colyer, Acker Bilk oder Chris Barber.
1964 übernahm ein Kollektiv, dem unter anderem Olaf Dinné (Architekt) und Gert Settje (Gründer des Cinema im Ostertor) angehörten, das Lokal. Ende 1964 wurde das Lokal in das Haus Bernhardstraße 10/11 im Bremer Viertel verlegt und dort am 4. Januar 1965 neueröffnet. Zur Neueröffnung trat das aus Bremen stammende Sextett um Harald Eckstein mit u. a. Ed Kröger und Rolf Schmidt auf, das fortan zur Hausband wurde und dort regelmäßig zweimal in der Woche Modern Jazz spielte.
Der politisch engagierte Dinné holte am 27. November 1967 persönlich Rudi Dutschke aus Berlin ab, der in der Lila Eule noch am selben Abend eine Rede hielt. In der Folge wurde das Lokal Treffpunkt der bremischen Außerparlamentarischen Opposition. Hier fanden in Bremen die Bewegungen von 1968 ihren Ausgangspunkt. Auch die Bremer Straßenbahnunruhen 1968 wurden hier vorbereitet.
Musiker wie  Jan Garbarek, Steve Lacy oder Kent Carter traten in den späten 1960er Jahren in der Lila Eule auf. Hier wurde 1968 das Free-Jazz-Album Machine Gun von Peter Brötzmann ebenso eingespielt wie ein Album von Chris McGregors Großformation Brotherhood of Breath; beide Konzerte wurden zunächst von Radio Bremen gesendet. Neben zeitgenössischem Jazz stand damals auch Kabarett, Rock und Beatmusik auf dem Programm. In der zweiten Hälfte der 1970er Jahre wurde Punkmusik gespielt. Wegen Gerüchten um Drogenhandel war die Lila Eule mehrfach von Schließung bedroht, 2001 war sie für ein Dreivierteljahr geschlossen. Im November 2001 wurde Konstanze Radziwill, Tochter des Malers Franz Radziwill, Geschäftsführerin, zwei Jahre später übernahm Michael Pietsch das Lokal.

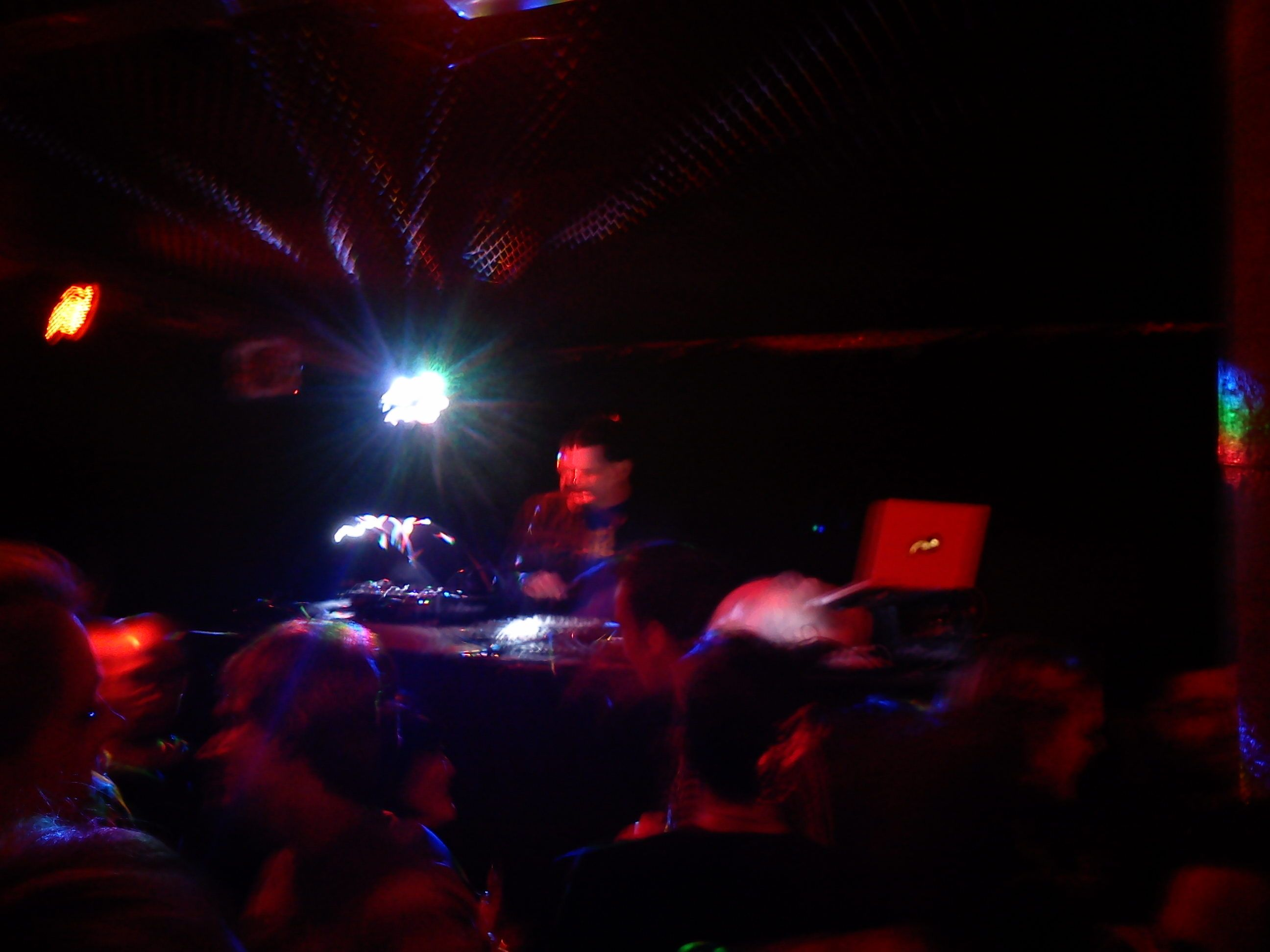
Diskothek Lila Eule mit Alex Gimeno

Manchmal finden in der Lila Eule noch kleine Konzerte statt. Am 25./26. Februar 2012 trat der US-Musiker Alex Gimeno als Diskjockey auf. 2018 entstand dort Brötzmanns Album Fifty Years After… Live at the Lila Eule 2018.
Im Mai 2015 wurde bekannt, dass eine Anwohnerin gegen den Betrieb der Diskothek in der Nacht von jeweils Donnerstag auf Freitag geklagt hatte. Diese Klage wurde vom Verwaltungsgericht Bremen im Eilverfahren abgewiesen. Zur Prüfung in der Hauptsache wurden Lärmmessungen angeordnet.